# Céleste Albaret
Céleste Albaret (Auxillac, 17 de maig de 1891 - Montfort-L'Amaury, 25 d'abril de 1984) és recordada per haver estat l'ajudant personal de Marcel Proust durant els últims nou anys de vida de l'autor de A la recerca del temps perdut, tasca per la qual el govern francès li va atorgar pocs anys abans de morir el guardó Comandant de l'ordre de l'Art i les Lletres.
Céleste Gineste (cognom de soltera) va néixer el 1891 a Auxillac (actualment annexionat a La Canorga, el Losera), un petit poble del Llenguadoc-Rosselló. Va tenir una infància i joventut felices en un sòlid entorn rural i familiar. El 1913 es va casar amb Odilon Albaret, que treballava de xòfer a París i que tenia entre els seus clients a Marcel Proust. Aquesta circumstància canviaria la vida de Céleste Albaret. Uns mesos més tard del trasllat a París, Céleste Albaret va començar a fer feines per a Proust, que vivia al número 102 del boulevard Haussmann. En un primer moment es limitava a fer de correu (portava exemplars de regal de Pel cantó de Swann per als amics i coneguts de Proust), però a poc a poc, i gràcies a la bona entesa, va convertir-se en minyona, amiga i confident de Proust.
"Allò bonic de la nostra relació era que de vegades jo em sentia com si fos la seva mare, i d'altres com si fos la seva filla", explica Céleste Albaret en el llibre Monsieur Proust, que va publicar al final de la seva vida per tal de desmentir rumors sobre l'escriptor: "només he volgut, abans de desaparèixer jo també, i en la mesura de les meves possibilitats, restablir la seva imatge". Tot i que feia cinquanta anys que Proust havia mort, Céleste Albaret demostra en aquestes memòries tenir una gran capacitat retentiva per explicar detalls de la vida de l'escriptor. La redacció d'aquest llibre va anar a càrrec del periodista Georges Belmont, que ho feu a partir d'una sèrie d'entrevistes que van mantenir al llarg de cinc mesos i que van sumar plegades setanta hores de conversa. Les cintes d'àudio es van lliurar a la Biblioteca Nacional de França i llargs extractes es publicaren a France-Culture el 2019
Després de la mort de Proust, Céleste Albaret i el seu marit van regentar un hotel anomenat 'Alsàcia i Lorena', a la rue des Canettes. Després de la mort d'Odilon Albaret, el 1960, Céleste es va ocupar del Museu Ravel (a Montfort-l'Amauri). Va morir als 92 anys a causa d'un emfisema, deixant una filla (Odile Albaret).
Marcel Proust va incloure Céleste Albaret i la seva germana Marie en A la recerca del temps perdut; són els dos únics personatges de tota l'obra que apareixen esmentats amb el nom real. L'escriptor els fa un dolç retrat a Sodoma i Gomorra i també a La presonera.

## Memòria i reconeixement
El 1980 Percy Adlon va filmar una pel·lícula, Céleste, que relata la seva vida; té una durada de 107' i protagonitzada per Eva Mattes i Jürgen Arndt.
Des de 2015, l'Hôtel Littéraire Le Swann, de París, i la Llibreria Fontaine Haussmann han creat el Prix Céleste Albaret, que premia cada any un llibre publicat sobre Marcel Proust i la seva obra.